# Воронцов Олексій Іванович (державний діяч)
Олексій Іванович Воронцов (6 жовтня 1916, село Козацьке, тепер Конотопського району Сумської області — 4 серпня 1997, Білорусь) — радянський партійний та державний діяч, голова Державного комітету Ради міністрів Білоруської РСР із охорони природи. Депутат Верховної ради Білоруської РСР 6—9-го скликань.

## Біографія
У 1939 році закінчив Білоруський сільськогосподарський інститут.
У 1939—1941 роках — завідувач агрохімічної лабораторії Костюковицької машинно-тракторної станції (МТС) Могильовської області Білоруської РСР, завідувач агрохімічної лабораторії Тереховської МТС Гомельської області Білоруської РСР.
У травні 1941—1946 роках — у Червоній армії, учасник німецько-радянської війни з лютого 1942 року. Служив штурманом ланки 708-го армійського змішаного авіаційного полку 29-ї армії, штурманом ескадрилії 12-го бомбардувального авіаційного полку 12-ї бомбардувальної авіаційної дивізії. Воював на Західному, Калінінському, Ленінградському, 3-му та 1-му Білоруському, 1-му Прибалтійському фронтах. Учасник радянсько-японської війни 1945 року, воював на Забайкальському фронті.
Член ВКП(б) з 1942 року.
У 1946—1953 роках — інструктор сільськогосподарського відділу ЦК КП(б) Білорусії; завідувач сектору механізації та електрифікації сільського господарства сільськогосподарського відділу ЦК КП(б) Білорусії.
У 1953—1957 роках — начальник Гомельського обласного управління сільського господарства.
У 1957 році закінчив заочно Вищу партійну школу при ЦК КПРС.
У 1957—1960 роках — заступник голови виконавчого комітету Гомельської обласної ради депутатів трудящих.
У 1960 — січні 1963 року — 2-й секретар Гомельського обласного комітету КП Білорусії. У січні 1963 — грудні 1964 року — 2-й секретар Гомельського сільського обласного комітету КП Білорусії. У грудні 1964 — 1968 року — 2-й секретар Гомельського обласного комітету КП Білорусії.
У 1968—1979 роках — голова Державного комітету Ради міністрів Білоруської РСР із охорони природи.
З 1979 року — персональний пенсіонер. Помер 4 серпня 1997 року.

## Звання
- лейтенант
- старший лейтенант
- капітан

## Нагороди
- орден Леніна
- два ордени Червоного Прапора (10.12.1942, 10.05.1945)
- орден Вітчизняної війни І ст. (13.10.1945)
- орден Вітчизняної війни ІІ ст. (6.04.1985)
- орден Трудового Червоного Прапора (1957)
- орден Червоної Зірки (6.11.1942)
- медаль «За перемогу над Німеччиною у Великій Вітчизняній війні 1941—1945 рр.» (1945)
- медалі